# Parachute Records
Parachute Records war ein Sublabel von Casablanca Record & FilmWorks, das 1976 von Russ Regan gegründet wurde. Regan war vorher President von MCA Records gewesen und gilt als Entdecker von Elton John und Barry White. Nachdem MCA ihm den Laufpass gegeben hatte, gründete er Parachute Records.

## Geschichte des Labels
Parachute Records hatte seine Büros im Firmenkomplex von Casablanca Record & FilmWorks (8255 Sunset Boulevard, Los Angeles). Die Gebäude hatten von 1967 bis 1972 bereits MCA's Universal City Records beherbergt, die Regan geleitet hatte. Mit Parachute hatte er jedoch kein Glück, da es ihm nicht gelang, Künstler zu verpflichten, die anschließend durchschlagenden Erfolg hatten. Sein Vertrag mit Casablanca, der zunächst für drei Jahre geschlossen worden war, wurde von Neil Bogart nicht verlängert, sodass Parachute Records 1979 schließen musste.

## Diskografie
Zwischen 1977 und 1979 wurden auf Parachute Records 14 Langspielplatten und zwei Singles veröffentlicht:
- David Castle: Castle In The Sky, RRLP 9002 (1977)
- Morris Jefferson: Spank Your Blank Blank, RRLP 9003 (1977)
- Lalomie Washburn: My Music Is Hot; RRLP 9001 (1978)
- 7th wonder: Words Don't Say Enough; RRLP 9004 (1978)
- Randy Brown: Welcome to my Room; RRLP 9005 (1978)
- Stonebolt: Stonebolt; RRLP 9006 (1978)
- Shel Silverstein: Songs and Stories; RRLP 9007 (1978)
- Tilt: Music; RRLP 9008 DJ (1978)
- Sidney Barnes: Foot Stompin' Music; RRLP 9009 (1978)
- Liquid Gold: My Baby's Baby; RR524 (Single, 1979)
- Liquid Gold: My Baby's Baby; RRD 20523 (einseitige Single, 1979)
- The C.Y. Walkin' Band: Love the Way it Feels; RRLP 9010 (1979)
- Randy Brown: Intimately; RRLP 9012 (1979)
- David Castle: Love You Forever; RRLP 9015 (1979)
- Charles Bernstein: Love at First Bite; RRLP 9016 (1979)
- Liquid Gold: Liquid Gold; RRLP 9017 DJ (1979)